# Hermann Dürre
Hermann Christian August Konrad Dürre (* 18. Januar 1819 in Braunschweig; † 11. Dezember 1893 ebenda) war ein deutscher Pädagoge und Historiker.

## Leben
Dürre wurde als Sohn des Braunschweiger Bierbrauers und Brauereibesitzers Christ. Dürre geboren. Er besuchte das Pro- und Obergymnasium in Braunschweig von 1828 bis 1838. Nach seinem Abschluss studierte er an den Universitäten Göttingen und Leipzig Theologie, Philologie und Geschichte. 1847 promovierte er in Marburg. Als Gymnasiallehrer kehrte er in seine Heimatstadt zurück und unterrichtete von 1846 bis 1870 am Martino-Katharineum und gleichzeitig am Collegium Carolinum. Anschließend bekleidete er Direktorenposten an Gymnasien in Holzminden (1870–82) und bis zu seiner Pensionierung am 1. Januar 1889 in Wolfenbüttel. Zu diesem Anlass wurde ihm der Titel Schulrat verliehen.
Dürres Hauptwerk ist die 1861 erschienene „Geschichte der Stadt Braunschweig im Mittelalter“, die auch heute noch zu den grundlegenden Schriften zum Thema gerechnet wird. Dürres umfangreicher Nachlass zur Geschichte der Stadt Braunschweig befindet sich heute im Niedersächsischen Landesarchiv-Staatsarchiv in Wolfenbüttel.

## Ehrungen
- 1881: Ritterkreuz des Ordens Heinrichs des Löwen
- Benennung der Dürrestraße in Holzminden